# NGC 5823
NGC 5823 (другие обозначения — OCL 936, ESO 176-SC11) — рассеянное скопление в созвездии Циркуль.
Этот объект входит в число перечисленных в оригинальной редакции «Нового общего каталога».